# Hoploclonia cuspidata

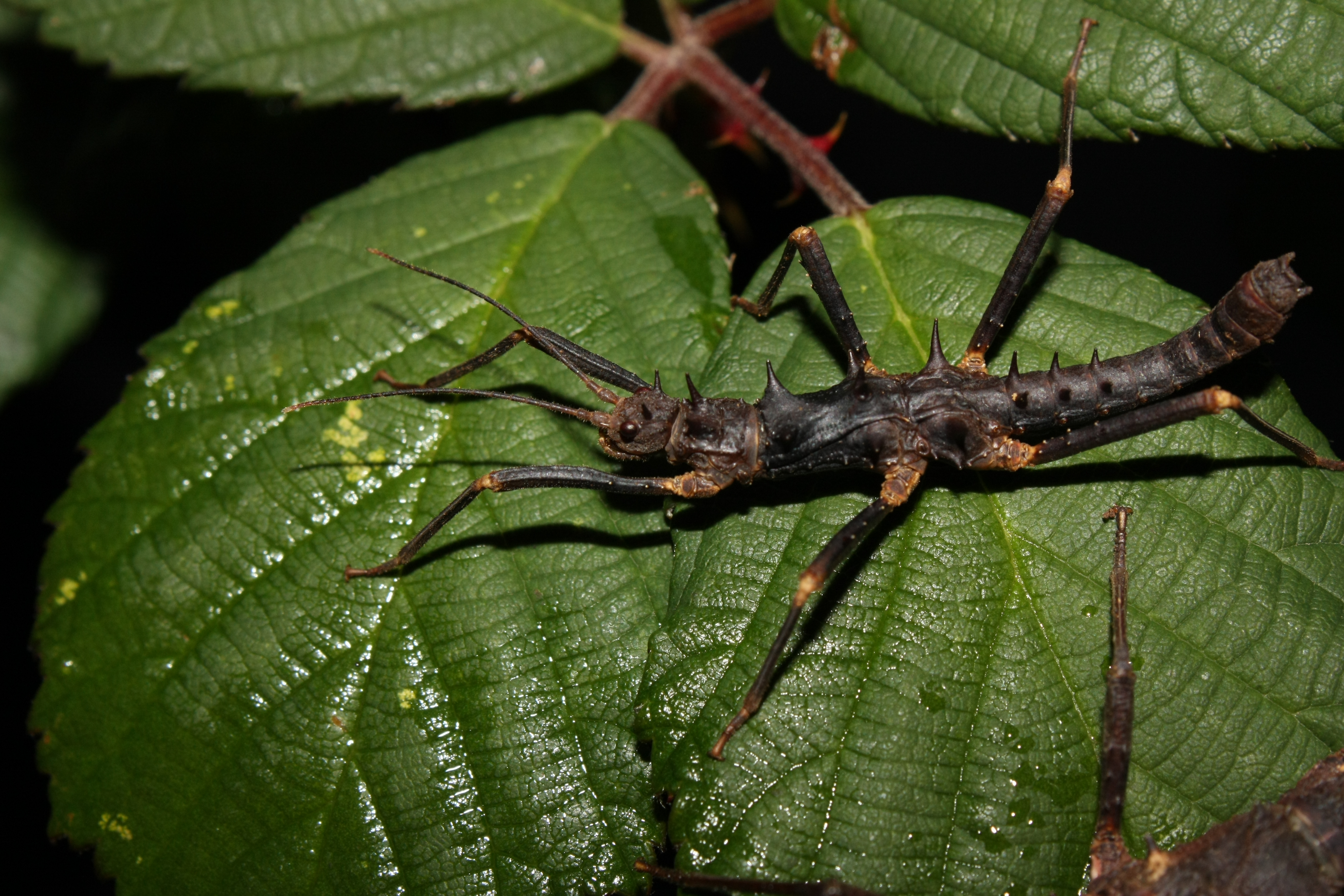
Adultes Männchen

Hoploclonia cuspidata ist eine Gespenstschrecken-Art, die im Norden der Insel Borneo heimisch ist.

## Merkmale
Die in beiden Geschlechtern flügellosen Tiere tragen die für Vertreter dieser Gattung typischen Dornen auf dem Körper. Diese befinden sich bei den 30 bis 35 Millimetern langen Männchen paarweise auf dem Kopf, dem Thorax und den vorderen Segmenten des Abdomens. Bei adulten Männchen dominiert eine dunkle, meist schwarzbraune Grundfarbe. Lediglich die Bereiche um die Hüften sowie die distalen Enden der Schenkel und die proximalen Enden der Schienen, also der Kniebereich, sind gelb bis orange gefärbt und bilden einen deutlichen Kontrast zur Grundfarbe.

Die Weibchen werden 45 bis 52 Millimetern lang. Sie sind meist heller gefärbt und deutlich farbvariabler. Ihre Grundfarbe kann von Hellbraun über Rotbraun bis Dunkelbraun variieren. Lediglich auf dem Thorax tragen sie deutliche, sehr flach angeordnete Stacheln, die auf dem Mesothorax das für Hoploclonia-Arten typische Dreieck bilden. Insgesamt sind sie vom Habitus her dennoch sehr robust. Das Abdomen ist bei eierlegenden Weibchen prall und im Querschnitt annähernd zylindrisch. Das Abdomenende bildet einen kurzen Legestachel zur Ablage der Eier im Boden.

## Verbreitung
Hoploclonia cuspidata ist im Norden der Insel Borneo beheimatet. Ihr Verbreitungsschwerpunkt ist das Sultanat Brunei, weshalb die Art im englischen Sprachraum auch „Brunei Hoploclonia Stick Insect“ genannt wird. Weitere Nachweise liegen für die malaiischen Gebiete in der Nähe Bruneis vor. So wurden Tiere im Westen von Sabah und im Nordwesten von Sarawak gefunden.

## Lebensweise und Fortpflanzung
Neben geschlechtlicher Fortpflanzung ist bei dieser Art auch fakultative Parthenogenese belegt. Wie die meisten gut getarnten Gespenstschrecken versteckt sich auch Hoploclonia cuspidata tagsüber und kommt erst in der Dämmerung aus den meist in Bodennähe befindlichen Verstecken hervor, um zu fressen und auf Partnersuche zu gehen. Mit ihrem Legestachel stechen die Weibchen die 3,5 bis 3,7 mm langen, 2,8 bis 2,9 mm hohen und 2,5 mm breiten Eier in den Boden. Diese sind, wie für alle Hoploclonia-Arten typisch, auf der dorsalen Seite stärker gewölbt und haben dadurch einen schräg zur ventralen Seite hin abfallenden Deckel. Ihre Mikropylarplatte hat drei Schenkel, wobei ein Schenkel Richtung Deckel zeigt, während die anderen beiden, schmaler sind und lateral in Richtung des unteren Pols verlaufen (Siehe auch Bau des Phasmideneies). Die Nymphen benötigen bis zum Schlupf je nach Klima drei bis fünf Monate und haben dann eine Länge von 12 mm. Sie sind zunächst schwarz und haben rotbraune Beine. Weibliche Nymphen sind im dritten Stadium etwa 27 mm lang. Ihre Beine sind deutlich rötlicher gefärbt und es fehlen ihnen jegliche Stacheln. Bis zur Imaginalhäutung vergeht wiederum mindestens ein halbes Jahr, bei den Weibchen oft mehr.

## Systematik
Als Josef Redtenbacher die Art im Jahr 1906 beschrieb, lagen ihm sowohl Männchen als auch Weibchen vor. Allerdings erkannte er nur beim Weibchen, dass es zu der bereits 1875 von Carl Stål errichteten Gattung Hoploclonia gehört und beschrieb es in der bis dahin monotypischen Gattung als Hoploclonia cuspidata. Obwohl von dem bis dahin einzigen Vertreter der Gattung, nämlich Hoploclonia gecko, sowohl Männchen als auch Weibchen bekannt waren, erkannte Redtenbacher das Männchen von Hoploclonia cuspidata nicht als zu Hoploclonia gehörig, sondern beschrieb es als Dares (Epidares) haematacanthus. Das Typusmaterial galt lange als verschollen. Dieses wurde im Jahr 2000 von Oliver Zompro wiederentdeckt. Ein Lectotypus ist im Museum für Tierkunde Dresden und ein weiterer Syntypus im Museum für Naturkunde (Berlin) hinterlegt. Philip Bragg überführte die Art 1998 zunächst noch aus der Gattung Dares in das nun mehr als Gattung geführt Taxon Epidares. Nach dem Vorliegen des Typusmaterials synonymisierte er die Art bereits 2001 mit Hoploclonia cuspidata. Als Holotypus von Hoploclonia cuspidata ist ein 52 mm langes Weibchen im Muséum national d’histoire naturelle in Paris hinterlegt.
Bragg beschrieb bereits 1995 zwei weitere Arten, nämlich Hoploclonia apiensis, welche bisher nur vom weiblichen Holotypus bekannt ist, und Hoploclonia abercrombiei. Beide wurden im Jahr 2016 von Francis Seow-Choen mit Hoploclonia cuspidata synonymisiert. Bereits 2018 bewiesen Robertson et al, dass Hoploclonia abercrombiei eine eigenständige und damit gültige Art ist. Gleichzeitig mit der Synonymisierung beschrieb Seow-Choen eine Unterart zu Nominatform der Art.
Damit ergibt sich hinsichtlich der Synonyme und Unterarten für Hoploclonia cuspidata folgendes Bild:
- Hoploclonia cuspidata cuspidata Redtenbacher, 1906

- Syn. = Dares (Epidares) haematacanthus Redtenbacher, 1906
- Syn. = Hoploclonia apiensis Bragg, 1995

- Hoploclonia cuspidata crockerensis Seow-Choen, 2016

## Terraristik
In der Terraristik tauchten die ersten Zuchtstämme Mitte der 1990er Jahre auf. Diese gehen auf Tiere zurück, die Ian Abercrombie 1994 in Brunei, genauer in Kuala Belalong, gesammelt und nachgezüchtet hatte. Von der Phasmid Study Group erhielt die Art die PSG-Nummer 199.

Die Haltung von Hoploclonia cuspidata gilt als heikel. Es werden nur kleine Terrarien benötigt. In diesen sollte sich ein zur Eiablage geeignetes, stets leicht feuchtes Substrat auf dem Terrarienboden befinden. Auch die Luftfeuchtigkeit im Terrarium sollte mit 70 bis 90 Prozent eher hoch sein. Gefressen werden Blätter von Brombeeren, Himbeere und Eichen.

## Bilder

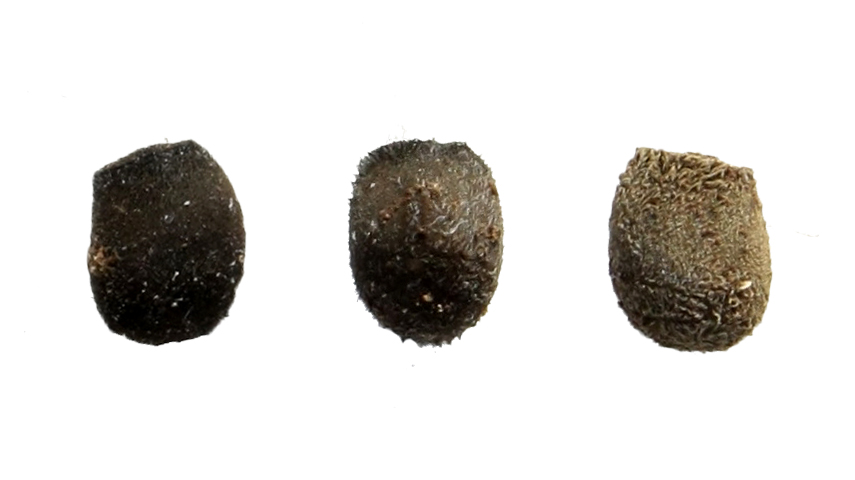
Eier
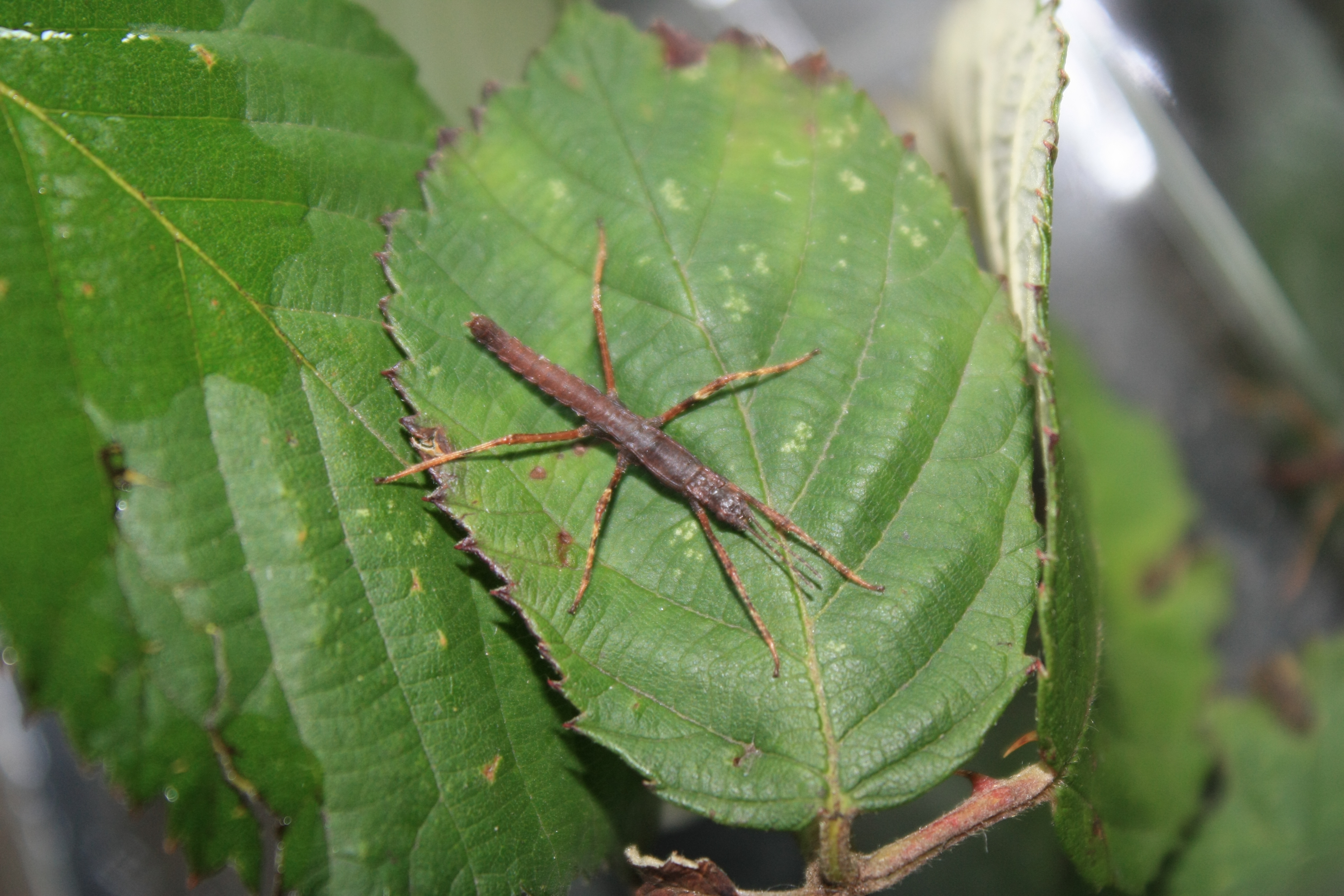
L1 Nymphe
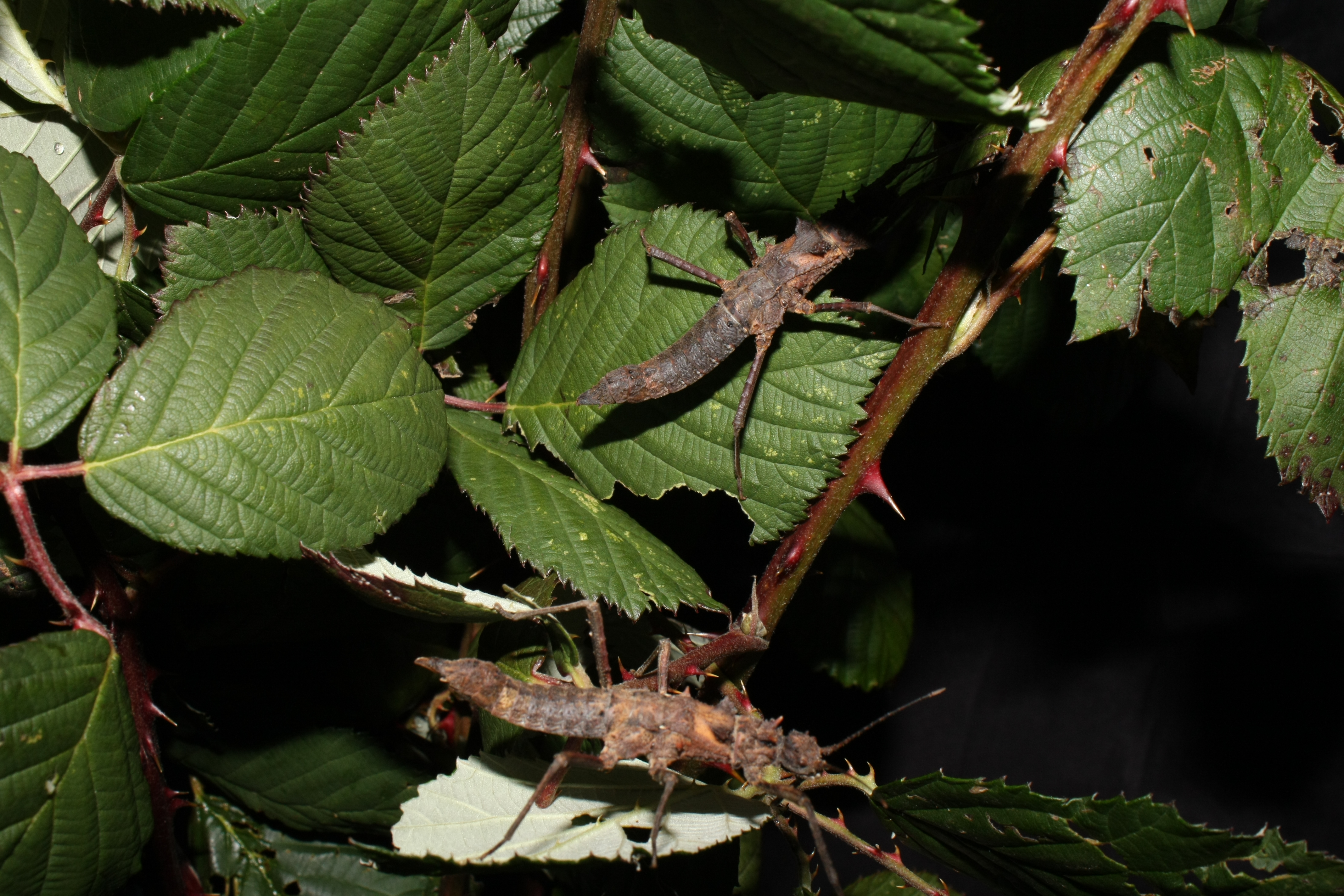
Unterschiedlich gefärbte Weibchen
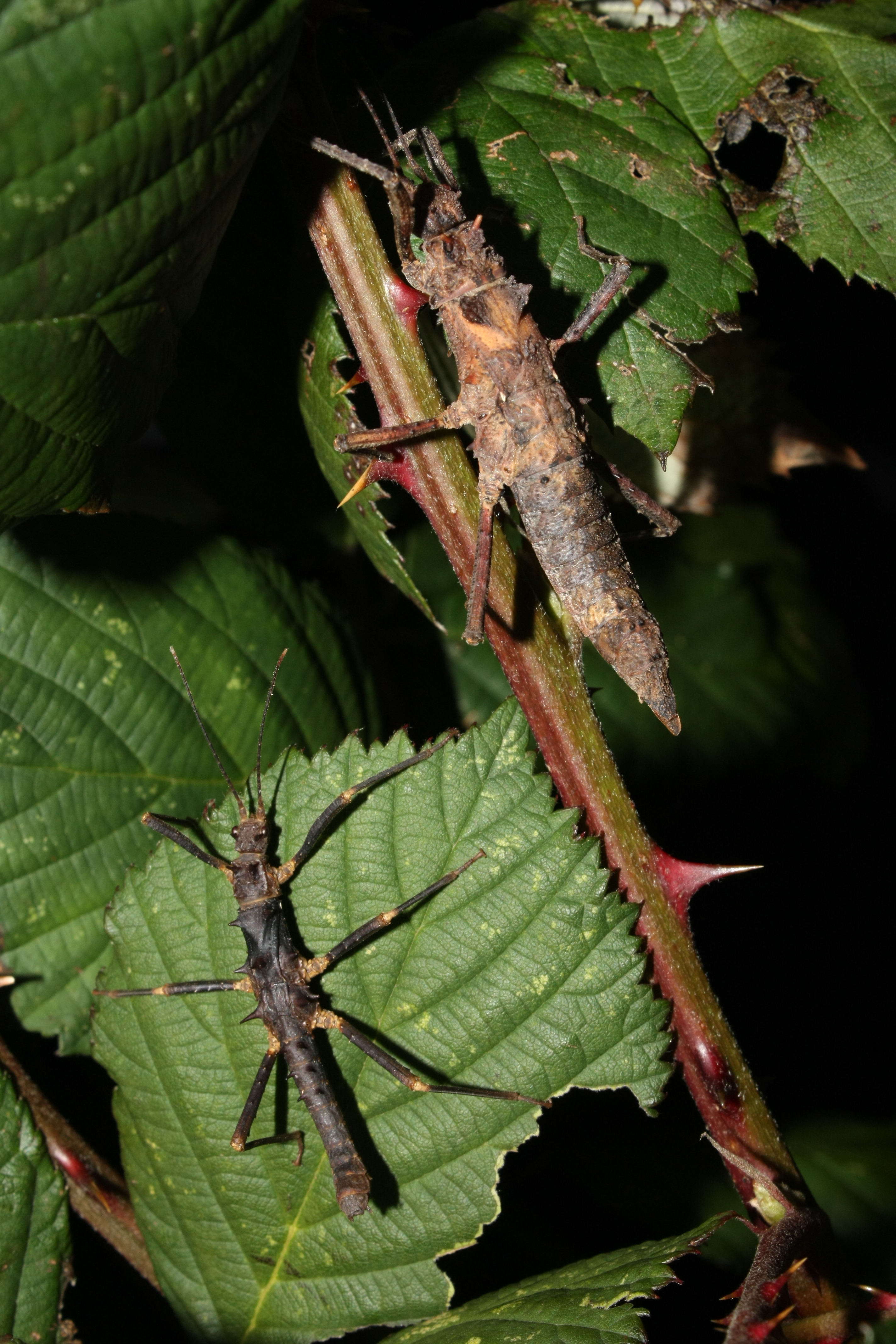
Adultes Pärchen, oben das größere Weibchen